# Kelly Slater
Robert Kelly Slater (Cocoa Beach, 11 de febrer de 1972) és un surfista professional estatunidenc, conegut per haver-se coronat campió de la World Surf League 11 vegades, havent estat amb 20 anys el campió del món de surf més jove de la història. Slater és àmpliament considerat com el millor surfista professional de tots els temps.

## Trajectòria
Slater va créixer a Cocoa Beach, a Florida, on encara viu. És fill de Judy Moriarity i Stephen Slater. Té dos germans, Sean i Stephen, i una filla, Taylor, nascuda el 1996. El seu pare és propietari d'una botiga d'articles de pesca, i Kelly Slater va créixer prop de l'aigua, va començar a fer surf als cinc anys i el 1984 va guanyar el seu primer títol nacional. Tres anys més tard va guanyar el campionat júnior de la Copa del Pacífic a Austràlia.
Després de convertir-se en professional l'any 1990, el 1992 va pujar al podi en tres dels seus primers cinc campionats abans de guanyar la seva primera competició professional, la Rip Curl Pro. La seva victòria en el prestigiós Pipeline Masters d'aquell any a Hawaii li va assegurar el seu primer títol mundial, fet que amb 20 anys el va convertir en el campió del món de surf més jove de la història.
Slater s'ha coronat campió de la World Surf League (WSL) amb un rècord 11 vegades, inclosos els cinc títols consecutius de les temporades 1994–1998. És el més jove (amb 20 anys) i el més gran (amb 39 anys) a guanyar el títol masculí de la WSL. En guanyar el seu cinquè títol mundial el 1997, Slater va superar el surfista australià Mark Richards per a convertir-se en el campió masculí més reeixit de la història d'aquest esport. El 2007 també es va convertir en el líder de tots els temps en victòries en competicions en guanyar l'esdeveniment Boost Mobile Pro a Lower Trestles, prop de San Clemente, a Califòrnia. El rècord anterior el tenia l'heroi de la seva infància, el tres vegades campió del món Tom Curren.
Algunes de les seves platges preferides per a surfejar són Mondos a Ventura, Kirra a Austràlia, Jeffreys Bay a Sud-àfrica, Minis a Irlanda, Taghazout al Marroc, Veiny's a Nova Zelanda, Soup Bowls a Barbados i Sebastian Inlet a Florida.
Slater toca la guitarra i l'ukulele, i ha actuat amb Jack Johnson i Angus Stone. També es va unir als surfistes Rob Machado i Peter King en una banda anomenada The Surfers. El trio va publicar un àlbum el 1998 titulat Songs from the Pipe en referència al famós lloc de surf Pipeline a Oahu.
Slater va interpretar una cançó amb Ben Harper durant el seu concert a Santa Bàrbara l'1 d'agost de 2006. També va tocar «Rockin' in the Free World» amb la banda de grunge Pearl Jam el 7 de juliol de 2006 a San Diego. El 1999 va aparèixer al costat de la cantant de Garbage Shirley Manson al videoclip «You Look So Fine» interpretant un nàufrag rescatat per Manson.
El 2002 es va presentar el videojoc Kelly Slater's Pro Surfer de Treyarch i Activision. Slater també havia aparegut com un personatge jugable a Tony Hawk's Pro Skater 3 amb una taula de surf.
Slater és defensor d'un estil de vida conscient i responsable. Ha participat en esdeveniments per la prevenció del suïcidi amb Surfers Against Suicide: «jo mateix he perdut un parell d'amics per suïcidi i és una cosa horrible que es pot prevenir. La gent entra en aquest lloc fosc i no sap què fer, així que sempre és agradable conèixer una organització sense ànim de lucre que tracta d'ajudar la gent». Slater forma part del Consell d'Assessors de l'organització per la conservació dels oceans Sea Shepherd Conservation Society.
Des de 1990, Slater va estar patrocinat pel gegant de la indústria de roba de surf Quiksilver fins a la seva marxa l'1 d'abril de 2014. Després de deixar Quiksilver, Slater, en col·laboració amb Kering, va fundar l'empresa de roba ecològica i sostenible Outerknown. Slater és un àvid golfista i practica l'esport del jujtsu brasiler.

## Filmografia

### Pel·lícules
- Surfers – The Movie (1990)
- Kelly Slater in Black and White (1991)
- Momentum 1 (1992)
- Focus (1994)
- Endless Summer II (1994)
- Factory Seconds (1995)
- Momentum 2 (1996)
- Good Times (1996)
- Kelly Slater In Kolor (1997)
- The Show (1997) gas
- Loose Change (1999)
- Hit & Run (2000)
- Thicker than Water (2000)
- One Night at McCool's (2001)
- September Sessions (2002)
- Step into Liquid (2003)
- Campaign 1 (2003)
- Riding Giants (2004)
- Doped Youth 'Groovy Avalon' (2004)
- Young Guns 1, 2 & 3 (2004–2008)
- Campaign 2 (2005)
- Burn (2005)
- Letting Go (2006)
- Bojos pel surf (2007)
- Down the Barrel (2007)
- Bra Boys: Blood is Thicker than Water (2007)
- Bustin' Down the Door (2008)
- One Track Mind (2008)
- Kelly Slater Letting Go (2008)
- Waveriders (2008)
- The Ocean (2008)
- A Fly in the Champagne (2009) (featuring Kelly Slater and Andy Irons)
- Cloud 9 (2009)
- Keep Surfing (2009)
- Ultimate Wave Tahiti (2010)
- Fighting Fear (2011)
- Wave Warriors 3
- View from a Blue Moon (2015)
- Momentum Generation (2018)

### Televisió
- Baywatch, 27 episodis (1992–1996)
- The Jersey, episodi 18 (2001)
- The Girls Next Door, "Surf's Up" (un episodi)
- The Ultimate Surfer, "Kelly-vision" (cameo)

## Llibres
- Pipe Dreams: A Surfer's Journey (2003) ISBN 0-06-009629-2[19]
- Kelly Slater: For the Love (2008) ISBN 0-8118-6222-4[20]